# Вітебські каштеляни

Вітебські каштеляни — посадова особа Великого князівства Литовського, Речі Посполитої, що з'явилася в 1566 році серед місцевих урядників у Вітебському воєводстві. Каштелянський уряд був другим за значенням після воєводи.
Після Люблінської унії (1569 р.) він сидів у сенаті Речі Посполитої, де посідав 20 місце: за плоцьким і перед черським каштеляном.
- Пац Павло Миколайович[ru] (1566—1578),
- Сновський Мельхіор Зигмунтович (1578—1587),
- Завіша Мельхіор Андрійович[pl] (6.02.1588—1592),
- Стравинський Марцин[be] (14.05.1592—1594),
- Зенович Ян Янович[be] (20.11.1594 — 18.03.1600),
- Сапега Андрій Іванович[be-tarask] (1600—10.02.1605),
- Друцький-Соколинський Міхал (1605—1613),
- Сапега Олександр Дажбог (номінований 10.1613, уряд не прийняв, відмовився—1615),
- Вольський Миколай Зигмунтович[pl] (31.03.1615—1621),
- Сангушко Симон Самуель (7.11.1621 — 21.05.1626),
- Завіша Миколай[be] (25.11.1626—),
- Курч Євстахій[be] (1639—)
- Клоновський Юзеф (1647—29.1.1652),
- Косаковський Томаш (15.3.1652—1664),
- Белазор Казимир Кароль[be] (1664—3.1667),
- Лімант Марцин (29.3.1667 — 1670),
- Денгоф Ян (1670—1685),
- Коцел Міхал Казимир[ru] (1685 — 1.9.1700),
- Потій Казимир Олександр (20.9.1700 — 10.5.1703),
- Огінський Марцин Міхал[be] (10.5.1703 — 10.1730),
- Тишкевич Юрій (8.10.1730 — 1.2.1735),
- Рдултовський Ян Богуслав[be] (15.3.1735 — 31.3.1739),
- Потій Олександр[ru] (31.3.1739 — 10.6.1740),
- Огінський Станіслав Юрій[ru] (10.6.1740 — 14.6.1748),
- Сологуб Юзеф Антоні[ru] (12.10.1748 — 7.6.1752),
- Сируц Симон[be] (23.10.1752 — 1774),
- Прозор Юзеф Станіславович[ru] (7.4.1774 — 5.6.1781),
- Косаковський Михайло[ru] (5.6.1781 — 22.2.1787),
- Фьолькерзамб Адам Евальд[ru] (22.2.1787 — 20.10.1790),
- Жевуський Адам Вавжинець (5.11.1790—1793),
- Куженецький Ігнатій[pl] (10.7.1793—після 1795).